# Diehlstadt
Diehlstadt est un village situé au sud-est du comté de Scott, dans le Missouri, aux États-Unis,. Il est fondé en 1868 et incorporé en 1901.

## Démographie
Lors du recensement de 2010, le village comptait une population de 161 habitants. Elle est estimée, en 2016, à 158 habitants.

### Source de la traduction
- (en) Cet article est partiellement ou en totalité issu de l’article de Wikipédia en anglais intitulé « Diehlstadt, Missouri » (voir la liste des auteurs).